# Necon Air

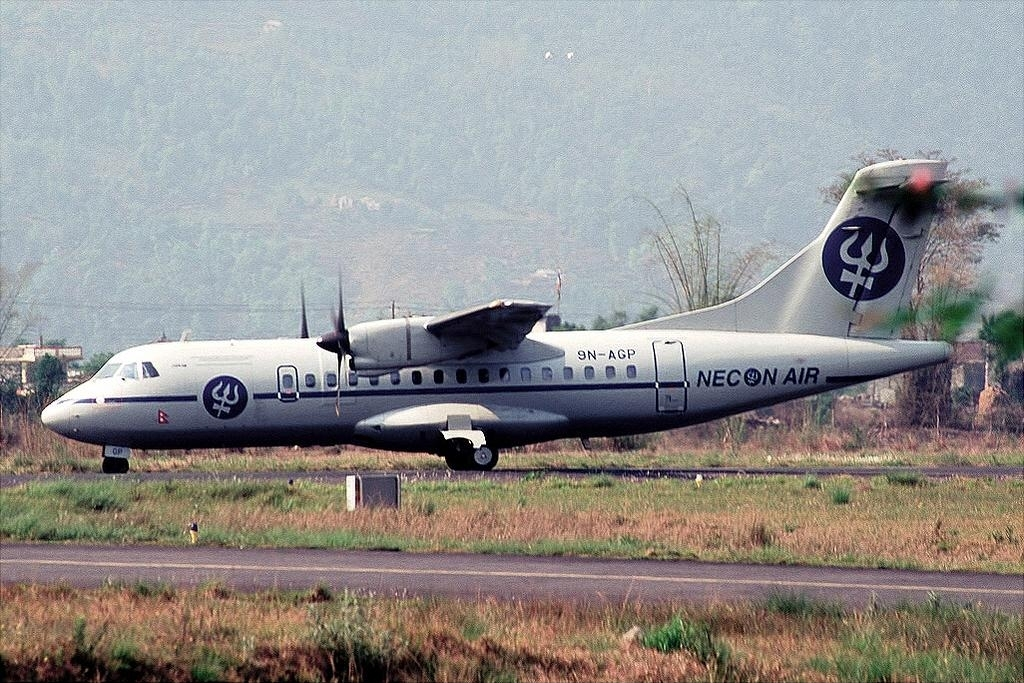
ATR 42 авіакомпанії Necon Air в аеропорту Покхара

Necon Air — скасована авіакомпанія Непалу зі штаб-квартирою в Катманду. Перший приватний комерційний авіаперевізник країни.

## Історія
Авіакомпанія була заснована у вересні 1992 року і початку операційну діяльність 14 вересня того ж року на єдиному літаку Hawker Siddeley HS 748 Avro. У 2001 році Necon Air об'єдналася з двома невеликими непальськими авіаперевізниками Shangri-La Air і Karnali Air, при цьому виконавчим директором укрупненої авіакомпанії став колишній виконавчий директор Karnali Air Нарайан Сінгх. Тоді ж керівництво компанії озвучило плани з придбання до вересня наступного року двох середньомагістральних літаків (Boeing або Airbus) і запуску нових регіональних маршрутів в Південно-Східну Азію і Китай.
У 2003 році у зв'язку з фінансовими проблемами Necon Air припинила операційну діяльність. Згідно з інформацією приватних банків авіакомпанія накопичила борг Управління цивільної авіації Непалу за злети і посадки повітряних судів в розмірі 20 мільйонів рупій і таку ж суму заборгувала за паливо компанії Nepal Oil Corporation.

## Маршрутна мережа
Маршрутна мережа Necon Air охоплювала аеропорти міст Катманду, Покхара, Бхадрапур (Махакалі), Біратнагар, Бхадрапур (Мечі), Піпара Сімара, Сіддхартханагар, Джанакпур, Непалгандж, Патна і Варанасі.

## Пасажирооборот
Кількість перевезених авіакомпанією пасажирів по роках:
| 1995-96 | 1996-97 | 1997-98 | 1998-99 | 1999-2000 |
| 167 733 | 241 929 | 291 187 | 307 746 | 262 757   |

## Авіаподії та інциденти
- 6 листопада 1997 року. Літак Avro 748-100 (реєстраційний 9N-ACM), рейс Катманду-Покхара. При приземленні в аеропорту призначення внаслідок відмови гідравлічної системи гальм лайнер вийшов за межі злітно-посадкової смуги. Екіпаж спробував повернутися на ЗПС, проте літак в'їхав в зону стоянки і врізався у запаркований Avro 748 (реєстраційний 9N-ACW) авіакомпанії Nepal Airways). На борту перебували 44 пасажири і 4 члени екіпажу, в результаті інциденту ніхто не постраждав[7].
- 18 січня 1999 року. Літак Cessna 208 Caravan I (реєстраційний 9N-ADA) після розбігу по злітно-посадкової смуги аеропорту Джумла різко злетів до 140 метрів, втратив швидкість і впав на землю. Пожежу загасити не змогли через відсутність в аеропорту протипожежного обладнання. З 10 пасажирів і 2 члени екіпажу загинуло 4 та 1 особу відповідно. Ймовірною причиною катастрофи стала помилка пілотів, які не встановили закрилки у злітне положення[8].
- 5 вересня 1999 року. Літаків BAe 748-501 Super 2B (реєстраційний 9N-AEG), що виконував регулярний рейс 128 з Покхары у Катманду, при заході на посадку в аеропорту призначення зачепив телекомунікаційну вишку компанії Nepal Telecommunication Corporation і впав в лісистій місцевості в 25 кілометрах на захід від міжнародного аеропорту Трибхуван. Загинули 15 осіб, що знаходилися на борту[9].